# Bitka za Kupres 1992.
Bitka za Kupres je jedna od prvih velikih bitaka u ratu u Bosni i Hercegovini. U strateškom pogledu za ostvarivanje srpskog plana okupacije cjelokupne Bosne i Hercegovine te velikog dijela Hrvatske, najvažnije područje je teritorij od Kupresa do Livna, jer ono predstavlja stratešku vršnu točku na ratištu Hrvatske i Bosne i Hercegovine, koje se u kontekstu srpskih ciljeva, ali i u odnosu na obranu teritorija Hrvatske, trebaju sagledati kao jedna cjelina.

## Stanje prije bitke
S pripremama za obranu Kupresa, Hrvati su počeli u rujnu 1991. kada je osnovan krizni štab. Mjesec dana kasnije iz njegovog je sastava izdvojen Operativni štab TO, koji je radio tajno do izbijanja rata. Od dragovoljaca su potom osnovane postrojbe po hrvatskim selima i gradu, koje su u studenom 1991. prerasle u Kuprešku bojnu, jačine 569 vojnih obveznika.
Stanje u Kupresu jako se je pogoršalo u drugoj polovini ožujka 1992. Srbi su 22. i 23. ožujka iselili žene i djecu iz Kupresa u Šipovo, Banju Luku, Beograd i Vojvodinu. To je bio poziv i Hrvatima da učine isto. Tako su hrvatske žene i djeca iseljene u Zagreb, Trogir i Baško Polje.
Krajem ožujka 1992. godine, na hrvatskim graničnim etničkim područjima u BiH koncentrirale su se jače srpske snage, JNA, TO i četnici, dragovoljci iz drugih krajeva bivše Jugoslavije. U dijelu Kupreškog polja pod srpskim nadzorom počelo je prikupljanje snaga s osloncem na Šipovu, gdje je bilo središte 30. partizanske divizije.

## Sukobljene snage
S jugo-srpske strane sudjelovalo je 6.000 vojnika, 3-4 topničke i minobacačke divizije, jedan oklopni bataljun i zrakoplovstvo. Pred sam kraj ožujka, Srbi su ukopali u rajonima Ravnog, Blagaja i Donjeg Malovana. U Kupresu su sve društvene objekte stavili pod svoju kontrolu a na nekima su postavili strojnička i snajperska gnijezda. U Donjem su Malovanu postavili kontrolnu postaju na kojoj su zaustavljali, pretresali i pljačkali putnike. To je radio vod naoružanih ljudi s vidljivim četničkim obilježjima, koji je došao sa strane.
Razmještaj srpskih snaga ugrožavao je u prvom redu Kupres i Livno prvenstveno zbog etničke izmiješanosti pa je zbog toga na pojedinim dijelovima općine crta obrane bila "nejasna". Hrvati su predviđali kako će prvi udar biti upravo na Kupres radi stavljanja pod nadzor strateški važne Kupreške visoravni. U svrhu te zadaće već su kružile glasine kako je to "nužno radi sprječavanja prodora ZNG".
Kupres je branila Kupreška bojna HVO-a, Teritorijalna obrana Tomislavgrad, 13. bojna HOS-a, satnija HOS-a iz Prozora, jedna bojna iz Posušja, jedna satnija iz Gruda i dobrovoljci iz Hrvatske, sveukupno njih 2.500 naoružani puškama s nešto ručnih raketnih bacača i minobacača, dok je dio Hrvatske vojske kupovao oružje i streljivo. Hrvatske su snage nadzirale Kupreška vrata i cestu Kupreška vrata - Bugojno.
Stanje je bilo potpuno zaoštreno i bilo kakav incident bi bio dostatan da izazove sukob. Hrvatska obavještajna saznanja o nazočnosti jačih oklopnih snaga (60-ak OT)
protivnika u rajonu Ravnina, te na osnovu toga zaključak da se radi o pripremama upad u Kupreško polje dodatno su uzbunili Kupres i Tomislavgrad. Na sastanku u Tomislavgradu održanom 2. travnja radi obrambenih priprema doneseni su zaključci:
1. Mobiliziranje preostale postrojbe koje do sada nisu mobilizirane;
2. Bilo bi dobro da snage TO Posušje budu na glavnom pravcu djelovanja, na prvoj liniji obrane, kao i druge jače snage u dubini;
3. S obzirom na jačinu snaga neprijatelja na pravcu prema Kupreškom polju, nedovoljnu snagu TO Tomislavgrad bi trebalo brojčano i tehnički ojačati, posebno s protuoklopnim sredstvima.

## Tijek bitke
Dana 3. travnja, ujutro, oko 6:30, izbio je oružani sukob. Srpske snage s područja Donjeg Malovana otvorile su vatru po hrvatskim postrojbama na crti Rajkovača - Batoglav. Branitelji su odgovorili protunapadom, te do podne razbili protivnika u Donjem, a u Gornjem Malovanu ga okružili. Na području Cincara i Baljaka, Srbi su također razbijeni. Dobivene su i prve obavijesti o pokretima srpskih snaga na Ravninama. Na području Kupresa i prigradskih sela, Kupreška je bojna ušla u sukobe s jačim protivnikom. Njena tri minobacača 82 mm u rajonu Rastičeva teško su parirala postrojbama TO i JNA iz Blagaja.
Do kasno navečer, 4. travnja, Gornji Malovan je očišćen, a šumski put iz pravca Ravnina zapriječen i stavljen pod kontrolu. U Kupres je stigla ojačana satnija iz Bugojna i Uskoplja. Polovica je trebala ići u Zlosela, no većina se pokolebala i vratila u pravcu Bugojna, te ih je samo nekoliko ostalo u Zloselima. Druga je polovica, 55 vojnika posjela je širi rajon Kupreških vrata. Od jutra je počelo djelovanje srpskog topništva. Obavještajni podaci su govorili kako je u Blagaj pristigo veći broj srpskih vojnika, a kasno navečer dobiven je podatak o pokretima okolpništva iz Banje Luke prema Šipovu. Tijekom dana zabilježena su dva izvidnička djelovanja zrakoplovstva JNA. Crta obrane prema Blagaju nije se mogla ozdržati. Pritisak je bio prejak, a topnička potpora iz rajona Šujice nedjelotvorna. Satnija Zlosela se povukla iz Rastičeva u rajon Zlosela. Iz voda Rastičevo dio pokolebanih ljudi povlači se za Bugojno, a 17 ih ostaje na novoj crti. Kasno na večer u Kupres stiže obećana pomoć, osamdesetak boraca iz Posušja. Dio je raspoređen u Zloselima, a dio na Kupreškim vratima.
U nedjelju, 5. travnja, primjećena su srpska pojačanja na hodnji prema Kupresu. Iz donjeg Glamočkog polja preko sela Skucani prema Slovinu, otišla je skupina od dvadeset vozila, koja su vukla topnička oruđa. S područja sela Pribelja, krenulo je 17 tenkova prema Blagaju. Tijekom dana borbe su vođene uglavnom u gradu. Postrojbe Kupreške bojne pojačane s postrojbom bojne Zrinski, postupno su zauzimale grad. Oko 20 sati Srbi su zatražili pregovore, do kojih je potom došlo. Obvezali su se na prekid vatre i predaju oružja, od kojeg poslije nije bilo ništa. U biti su "kupovali" vrijeme. Jutro 6. travnja, donijelo je ledenu kišu i vijest o kretanju jače oklopne skupine kroz selo Suhovu prema Bilom Potoku i Zloselima. Bilo je to srpsko oklopništvo, koje je doveo pukovnik Slavko Lisica.
7. travnja 1992., u borbama za Kupres JNA je angažirala 30. pješačku diviziju, koju je vodio pukovnik Stanko Galić. Iz Knina za Kupres je krenuo pukovnik Slavko Lisica predvodeći ojačanu tenkovsku postrojbu iz oklopnog bataljuna u Sv. Roku. Ista je preko Glamoča i Šipova stigla u rajon Novog Sela na Kupreškom polju. Iz Novog Sela, na osnovu procjene snaga, Lisica je otišao u Knin po novu tenkovsku postrojbu, koju je vodio potpukovnik Aćimović. S tim je oklopništvom iz Kninskog i pješaštvom iz Banjalučkog korpusa JNA, Lisica ušao u Kupres.
Nakon osvajanja grada, JNA kreće na jug. Hrvatske postrojbe su se nekoordinirano povukle s Kupreške visoravni. Većina se povukla prema Šujici, a manji dio preko Malovanske poljane i Malovana na Cincar planinu.

## Unutarnje poveznice
- Obrana Livna
- Rat u Bosni i Hercegovini
- Bh. Hrvati u ratu u BiH
- Operacija Cincar

## Vanjske poveznice
- za daljnje čitanje: Davor Marijan, Borbe za Kupres u travnju 1992., POLEMOS, Vol.III No.5, 2000., str. 11. – 49.

- Portal Oko  Arhivirana inačica izvorne stranice od 27. travnja 2017. (Wayback Machine) Bitka za Kupres 1992.
- Zlosela Ratna stradanja
- Dogodilo se na današnji dan  Arhivirana inačica izvorne stranice od 27. travnja 2017. (Wayback Machine) Borna Marinić: Počela bitka za Kupres - 3. travnja, 3. travnja 2015.
- Dogodilo se na današnji dan  Arhivirana inačica izvorne stranice od 25. svibnja 2016. (Wayback Machine) Borna Marinić: Drugi dan bitke za Kupres - 4. travnja, 4. travnja 2015.
- Dogodilo se na današnji dan  Arhivirana inačica izvorne stranice od 2. svibnja 2016. (Wayback Machine) Borna Marinić: Treći dan bitke za Kupres - 5. travnja, 5. travnja 2015.
- Dogodilo se na današnji dan  Arhivirana inačica izvorne stranice od 13. lipnja 2016. (Wayback Machine) Borna Marinić: Tragičan kraj bitke za Kupres - 10. travnja, 10. travnja 2015.
- Vojna povijest Ivica Jularić: Bitka koja nije smjela biti izgubljena, 23. travnja 2015.